# Argentina Open 2021 - Qualificazioni singolare
Le qualificazioni del singolare dell'Argentina Open 2021 sono un torneo di tennis preliminare per accedere alla fase finale della manifestazione. I vincitori dell'ultimo turno sono entrati di diritto nel tabellone principale. In caso di ritiro di uno o più giocatori aventi diritto a questi sono subentrati i Lucky loser, ossia i giocatori che hanno perso nell'ultimo turno ma che avevano una classifica più alta rispetto agli altri partecipanti che avevano comunque perso nel turno finale.

## Teste di serie
1. Jaume Munar (qualificato)
2. Hugo Dellien (ritirato)
3. Daniel Elahi Galán (ritirato)
4. Thiago Seyboth Wild (secondo turno)

1. Jozef Kovalík (secondo turno)
2. Francisco Cerúndolo (qualificato)
3. Daniel Altmaier (ultimo turno)
4. Leonardo Mayer (primo turno)

## Qualificati
1. Jaume Munar
2. Francisco Cerúndolo

1. Sumit Nagal
2. Lukáš Klein

## Tabellone

### Legenda
| - Q = Qualificato - WC = Wild card - LL = Lucky loser | - ALT = Alternate - SE = Special Exempt - PR = Protected Ranking | - w/o = Walkover - r = Ritirato - d = Squalificato |

### Sezione 1
|  | Primo turno         | Primo turno         | Primo turno         | Primo turno | Primo turno |  |  | Secondo turno | Secondo turno       | Secondo turno | Secondo turno   | Secondo turno   |   |   | Ultimo turno | Ultimo turno | Ultimo turno | Ultimo turno | Ultimo turno |  |
|  |                     |                     |                     |             |             |  |  |               |                     |               |                 |                 |   |   |              |              |              |              |              |  |
|  | 1                   | Jaume Munar         | 6                   | 6(5)        | 6           |  |  |               |                     |               |                 |                 |   |   |              |              |              |              |              |  |
|  | WC                  | Nicolas Alvarez     | 4                   | 7           | 2           |  |  | 1             | Jaume Munar         | 5             | 6               | 2               |   |   |              |              |              |              |              |  |
|  | Sebastián Báez      | Sebastián Báez      | Sebastián Báez      | 6           | 6           |  |  |               | Sebastián Báez (r)  | 7             | 3               | 1               |   |   |              |              |              |              |              |  |
|  | Alejandro Tabilo    | Alejandro Tabilo    | Alejandro Tabilo    | 1           | 0           |  |  |               |                     |               |                 |                 |   |   | 1            | Jaume Munar  | Jaume Munar  | 6            | 6            |  |
|  | Facundo Mena        | Facundo Mena        | Facundo Mena        | 3           | 4           |  |  |               |                     | 7             | Daniel Altmaier | Daniel Altmaier | 3 | 4 |              |              |              |              |              |  |
|  | Juan Pablo Varillas | Juan Pablo Varillas | Juan Pablo Varillas | 6           | 6           |  |  |               | Juan Pablo Varillas | 4             | 7               | 5               |   |   |              |              |              |              |              |  |
|  |                     | Orlando Luz         | 4                   | 7           | 2           |  |  | 7             | Daniel Altmaier     | 6             | 6(3)            | 7               |   |   |              |              |              |              |              |  |
|  | 7                   | Daniel Altmaier     | 6                   | 5           | 6           |  |  |               |                     |               |                 |                 |   |   |              |              |              |              |              |  |

### Sezione 2
|  | Primo turno | Primo turno         | Primo turno     | Primo turno    | Primo turno |  |  | Secondo turno | Secondo turno       | Secondo turno   | Secondo turno       | Secondo turno       |   |   | Ultimo turno | Ultimo turno    | Ultimo turno    | Ultimo turno | Ultimo turno |  |
|  |             |                     |                 |                |             |  |  |               |                     |                 |                     |                     |   |   |              |                 |                 |              |              |  |
|  | 2           | Hugo Dellien        | Hugo Dellien    | Hugo Dellien   |             |  |  |               |                     |                 |                     |                     |   |   |              |                 |                 |              |              |  |
|  |             | Pedro Sakamoto      | Pedro Sakamoto  | Pedro Sakamoto | w/o         |  |  |               | Pedro Sakamoto      | Pedro Sakamoto  | 3                   | 4                   |   |   |              |                 |                 |              |              |  |
|  | WC          | Agustin Velotti     | Agustin Velotti | 7              | 6           |  |  | WC            | Agustin Velotti     | Agustin Velotti | 6                   | 6                   |   |   |              |                 |                 |              |              |  |
|  |             | Guido Andreozzi     | Guido Andreozzi | 5              | 0           |  |  |               |                     |                 |                     |                     |   |   | WC           | Agustin Velotti | Agustin Velotti | 4            | 5            |  |
|  | WC          | Hernan Casanova     | 6               | 3              | 3           |  |  |               |                     | 6               | Francisco Cerúndolo | Francisco Cerúndolo | 6 | 7 |              |                 |                 |              |              |  |
|  |             | Guilherme Clezar    | 1               | 6              | 6           |  |  |               | Guilherme Clezar    | 6               | 3                   | 2                   |   |   |              |                 |                 |              |              |  |
|  |             | João Menezes        | 6               | 4              | 4           |  |  | 6             | Francisco Cerúndolo | 2               | 6                   | 6                   |   |   |              |                 |                 |              |              |  |
|  | 6           | Francisco Cerúndolo | 4               | 6              | 6           |  |  |               |                     |                 |                     |                     |   |   |              |                 |                 |              |              |  |

### Sezione 3
|  | Primo turno                | Primo turno                | Primo turno                | Primo turno | Primo turno |  |  | Secondo turno          | Secondo turno          | Secondo turno          | Secondo turno  | Secondo turno |   |   | Ultimo turno | Ultimo turno | Ultimo turno | Ultimo turno | Ultimo turno |  |
|  |                            |                            |                            |             |             |  |  |                        |                        |                        |                |               |   |   |              |              |              |              |              |  |
|  | Alt                        | Carlos Gomez-Herrera       | 6(2)                       | 6           | 6(2)        |  |  |                        |                        |                        |                |               |   |   |              |              |              |              |              |  |
|  |                            | Sumit Nagal                | 7                          | 2           | 7           |  |  | Sumit Nagal            | Sumit Nagal            | Sumit Nagal            | 6              | 6             |   |   |              |              |              |              |              |  |
|  | Mario Vilella Martínez     | Mario Vilella Martínez     | Mario Vilella Martínez     | 6           | 7           |  |  | Mario Vilella Martínez | Mario Vilella Martínez | Mario Vilella Martínez | 4              | 2             |   |   |              |              |              |              |              |  |
|  | Marcelo Tomas Barrios Vera | Marcelo Tomas Barrios Vera | Marcelo Tomas Barrios Vera | 4           | 5           |  |  |                        |                        |                        |                |               |   |   |              | Sumit Nagal  | 2            | 6            | 6            |  |
|  | WC                         | Nicolás Kicker             | Nicolás Kicker             | 7           | 7           |  |  |                        |                        | WC                     | Nicolás Kicker | 6             | 2 | 3 |              |              |              |              |              |  |
|  |                            | Renzo Olivo                | Renzo Olivo                | 5           | 5           |  |  | WC                     | Nicolás Kicker         | 1                      | 7              | 7             |   |   |              |              |              |              |              |  |
|  |                            | Errillo Gomez              | Errillo Gomez              | 5           | 4           |  |  | 5                      | Jozef Kovalík          | 6                      | 6(6)           | 5             |   |   |              |              |              |              |              |  |
|  | 5                          | Jozef Kovalík              | Jozef Kovalík              | 7           | 6           |  |  |                        |                        |                        |                |               |   |   |              |              |              |              |              |  |

### Sezione 4
|  | Primo turno             | Primo turno             | Primo turno         | Primo turno | Primo turno |  |  | Secondo turno    | Secondo turno       | Secondo turno       | Secondo turno    | Secondo turno    |   |   | Ultimo turno | Ultimo turno | Ultimo turno | Ultimo turno | Ultimo turno |  |
|  |                         |                         |                     |             |             |  |  |                  |                     |                     |                  |                  |   |   |              |              |              |              |              |  |
|  | 4                       | Thiago Seyboth Wild     | Thiago Seyboth Wild | 6           | 7           |  |  |                  |                     |                     |                  |                  |   |   |              |              |              |              |              |  |
|  | Alt                     | Christian Lindell       | Christian Lindell   | 1           | 6(4)        |  |  | 4                | Thiago Seyboth Wild | Thiago Seyboth Wild | 3                | 5                |   |   |              |              |              |              |              |  |
|  | Andrea Collarini        | Andrea Collarini        | Andrea Collarini    | 4           | 5           |  |  |                  | Lukáš Klein         | Lukáš Klein         | 6                | 7                |   |   |              |              |              |              |              |  |
|  | Lukáš Klein             | Lukáš Klein             | Lukáš Klein         | 6           | 7           |  |  |                  |                     |                     |                  |                  |   |   | Lukáš Klein  | Lukáš Klein  | Lukáš Klein  | 6            | 6            |  |
|  | João Domingues          | João Domingues          | 3                   | 6           | 6           |  |  |                  |                     | Ernesto Escobedo    | Ernesto Escobedo | Ernesto Escobedo | 2 | 3 |              |              |              |              |              |  |
|  | Tomás Martín Etcheverry | Tomás Martín Etcheverry | 6                   | 0           | 3           |  |  | João Domingues   | João Domingues      | 1                   | 6                | 3                |   |   |              |              |              |              |              |  |
|  |                         | Ernesto Escobedo        | Ernesto Escobedo    | 7           | 7           |  |  | Ernesto Escobedo | Ernesto Escobedo    | 6                   | 1                | 6                |   |   |              |              |              |              |              |  |
|  | 8                       | Leonardo Mayer          | Leonardo Mayer      | 5           | 6(5)        |  |  |                  |                     |                     |                  |                  |   |   |              |              |              |              |              |  |